# Лейни
Лейнѝ (на италиански: Leinì или Leini, до 1939 г. Leynì или Leyni) е град и община в Метрополен град Торино, регион Пиемонт, Северна Италия. Разположен е на 245 m надморска височина. Към 1 януари 2023 г. населението на общината е 16 294 души, от които 1176 чужди граждани.

## География, административно деление и население
Лейни е равнинен град, намиращ се в района Канавезе. Територията, с глинен характер и богата на извори, представлява разнообразен геометричен профил с едва забележими разлики в надморската височина. Градът, който се простира на много голяма площ, показва признаци на строителна експанзия.
Населението на Лейни живее предимно в самия град, а останалата част от него е разпределена в местностите Форначино и Тедески, в множество по-малки центрове, както и в разпръснати къщи. 
Граничи със следните 7 общиниː Мапано, Волпиано, Казеле Торинезе, Ломбардоре, Сетимо Торинезе, Сан Франческо ал Кампо, Сан Маурицио Канавезе.
Има следните подселища (на итал. frazioni)ː Форначино, Тедески и Гривета, и следните местностиː Аутуре, Канова, Кашинота, Кастаудия, Чентрале Енел, Фрати, Гранджото, Лейни, Мафеи, Муцио, Паляни, Пратонуово, Ранера, Рейзина, Руфини, Сетимо, Сиберия, Торино, Вастамия.
Към 1 януари 2023 г. населението на общината е 16 294 души, от които 1176 чужди граждани, сред които преобладават тези на Румъния (630 души). Там живеят и 5 български граждани.

### Тедески
На няколко километра от Лейни е малкото селище Тедески, заобиколено от природата. Разполага със собствена църква, посветена на Пресвета Богородица Скръбната, построена през 1959 г., и собствено основно училище за около 200 деца. Известно събитие е традиционният патронен празник, посветен на Дева Мария Скръбна (десет дни в периода между края на август и началото на септември), което е било свързано с панаира „Експо Тедески“ – събитие, което може да съчетае на интересите на населението с продуктите и услугите, предлагани от присъстващите търговски субекти, и привлича всяка година хиляди посетители, които заедно с панаирния аспект могат да се насладят на добра храна (в ресторантите и пицариите) и на страхотни вечери на музиката (концерти и танцова музика в отделни зони). В Тедески се намира седалището на една международна духовна реалност, която има активна хуманитарна дейност: християнската църква „Анима Универсале“

### Форначино
Това подселище е разделено наполовина с община Сетимо Торинезе, като само жителите, които живеят от лявата страна на главната улица (улица „Рейзера“), са граждани на Лейни. В допълнение към Клуб „Форначино“ – сърцето на селото, което съществува от втората половина на XX век, има ферми, където се практикуват говедовъдство и селско стопанство.

### Гривета
Съставено е от няколко обитаеми сгради, някои от скорошно строителство, заобиколени от селски райони и земеделски полета.

## Топоним
Топонимът, според проучвания, проведени за произхода му, произлиза от франкското лично име „Liudo“, което по-късно става „Leudonico“, засвидетелствано от 904 г., с графични варианти като „Leudenigo“ също от 904 г., „Ledonico“ от 1047 г., "Leenico" от 1191 г. и "Leynicus" от 1318 г. Според някои не трябва да се вземат под внимание нито предложеното извеждане от "Latiniacus", нито това от личното "Leto -onis". На средновековен латински името му е Leynico, Laniacum или Leiniacum.
Ударението на името на града не е ясно. 
Кралски указ от 1939 г., издаден по предложение на правителството на Мусолини, премахва "y" в топонима Leyni подобно на това, което се случва със стотици други топоними в името на италианизацията на термините. 
След края на Втората световна война фашизмът пада и жителите му започват да изписват името на града отново по стария начин: Leynì, но след това популярната тенденция премахва "y", трансформирайки го в "i" и запазвайки крайно ударение.
През 1997 г. градският съвет на Leinì поисква от регион Пиемонт да промени името на Leynì, с "y" и ударение на последната гласна.
През 2000 г. президентът на Италианската република Карло Адзельо Чампи със Законодателен декрет n. 267 от 18 август 2000 г., в чл. 6 нарежда на всички общини да приемат устав. Общинският съвет незабавно одобрява Общинския устав: така окончателното име на града става Leinì, без y, но с ударение на последната гласна.
През февруари 2009 г. Министерството на вътрешните работи постановява, че името Leinì е създаденото с Кралския указ от 1939 г., т.е. без "у" и без крайно ударение, трансформирайки го в Leini. На 13 март Общинският съвет се запознава с направената от промяна. Кметът Ивано Корал излиза с изявление, в което определя евентуален референдум за избора на име като „безполезно пилеене на хартия“.

## История
Гофредо Казалис в своя „Географски речник“ (1851 г.) пише, че името на Leynì напомня за древен град с подобно име,  намиращ на територията на Монкривело, близо до езеро, наречено Ланеус. И общинският секретар Джовани Павиоло в своята брошура „Исторически и статистически бележки за община Лейни“ (1883 г.) уточнява, че селището Лейни е основано от няколко семейства, които идват от Ланиаско – малко населено място на територията на Монкривело, до малко езеро, наречено Ланеус.
Лейни се споменава в диплома от 999 г., с която император Ото III потвърждава на епископа на Верчели Лъв Вауда или Валда ди Лейни, която му е била потвърдена по-рано от Беренгар II от Ивреа. Сигурно е съществуването на Лейни с името Lainiani през 1000 г. С течение на годините той става важен център и е укрепен с ров и стени, все още частично видими, за да издържат на непрекъснатите набези на господарите на съседните градове. Надписът Leynì се появява едва от XVI век.
През 1163 г. Витербо и Гуалтиеро – синове на Робалдо ди Ланцо, които навярно са получили Лейни от епископите на Верчели, продават всичките си феодални права върху него на Вилхелм V Монфератски, маркграф на Монферат. През 1308 г. или по-късно Корадо и Франческино Прована, родом от Кариняно, купуват Лейни от маркграфа на Монферат Джовани I, чиито предци са го купили от Рибалдо ди Ланцо и след това им е бил потвърден от Фридрих Барбароса.  През 1355 г. император Карл IV препотвърждава феодалното владение на Лейни на маркграфовете на Монферат, а  през 1372 г. го дава на Савойската династия. Маркграфът на Монферат, който воюва срещу Маркграфство Салуцо и Висконти от Милано, обединява силите си с граф Амадей VI Савойски, който ги побеждава. Така маркграфът на Монферат, като компенсация, дава през 1379 г. на Савойците „много замъци“, включително и Лейни. Така Лейни преминава под властта на Савоя, които инвестират с феода графовете Прована от 1380 г. нататък. Семейство Прована остават господари на мястото до XVIII век и оказват значително влияние върху местната история.
През 1388 г. общността на Leynì получава свой собствен устав, който след това е потвърден през 1442 г. (написан на пергамент и съхраняван в Кралската библиотека в Торино). 
XVI век се характеризира с появата на сцената на Андреа Прована (1511 – 1592), който е адмирал на савойския флот и играе голяма роля в победата на християните срещу Османската империя в битката при Лепанто на 7 октомври 1571 г.
XVII век е катастрофален век, белязан от чума, глад и войни. 
XVIII век е белязан от големите социални трансформации, довели до Френската революция, която изтрива името на сем. Прована от историята на Лейни, което изчезва поради липса на наследници през 1780 г.
XIX век – векът на обединението на Италия, носи няколко иновации на Лейни: казармите на Карабинерите, пощенските услуги, трамвайната услуга.
През XX и XXI век Лейни е очарователен град в постоянна и непрекъсната еволюция, където съжителстват умело селското стопанство и технологиите.

## Икономика
На територията на общината е базиран отрасъл с национално значение за Италия: компанията Севън (Seven) – производител на раници и чанти. Важни са и разнообразните обработваеми ниви, присъстващи преди всичко в най-зелените райони на страната или в селата.
От известно значение е производството на музикални инструменти, като акордеони, които се срещат още в края на XIX век. Производството на шоколад също е важно, с компаниите Джордано Чоколато и Балезио Чоколато.

## Забележителности

### Религиозна архитектура

#### Енорийска църква „Св. св. Петър и Павел“
Енорийската църква (Chiesa parrocchiale SS. Apostoli Pietro e Paolo) се намира на площад „Дон Матео Фереро“ и е построена около 1000 г. като църква на старото гробище. Датата 1139 г. все още присъства на главния олтар, но църквата е издигната до енорийска през 1339 г. Оригиналната структура е идентична със сегашната, със същите размери, но без два нефа. Първите ремонтни дейности започват през 1486 г., които продължават през 1548 г. и окончателно завършват през 1722 г. с откриването на новата камбанария. През 1855 г. се срутва църковният свод и са унищожени многобройни стенописи.  Украсата на храма и на нефовете е дело от 1859 г. на художника Дж. Бера. Има и картини на художниците Руфо от Торино и Моргари. Сред непокътнатите картини е най-старата и ценната – „Поклонението на влъхвите“ от около 1515 г., дело на Дефенденте Ферари. През 1954 г. тя е пренесена в Галерия Сабауда в Торино. През 2009 г., благодарение на съвместните действия на енорийската и общинската администрация, тя успява да се върне в енорийската църква в Лейни. В първите години на ХХ век църквата се оказва недостатъчна пред огромния поток от вярващи и с богослова дон Джорджо Джода е решено да се разшири сградата с две арки. Новите работи започват през 1907 г. и завършват през 1913 г. с благословията на кардинал Агостино Ришелми.

#### Църква „Свети Рох“
Църквата (Chiesa di San Rocco) се намира на ъгъла на бул. „Италия“ и улица „Бонис“. Първоначално е използвана като лазарет, за да изолира засегнатите от чумната епидемия през 1690 и 1695 г. В края на епидемията, през 1703 г., е решено да се построи гробищен параклис в памет на Свети Рох. Той е издигнат отново през 1727 г. Малкият храм е заобиколен от Възпоменателния парк, в който са почетени всички загинали от двете световни войни 1915/1918 и 1940/1945 г. с фиданки, паметници и нова плоча, там където са погребани жертвите на чумата от някогашния лазарет.

#### Църква „Свети Йоан“
Първият известен документ, в който се споменава църквата (Chiesa di San Giovanni), е акт за покупка от Братството на Пресветото име Исусово, на земя, собственост на общината, с дата 25 януари 1622 г. Започнатите през същата година дейности завършват през 1647 г., и на 24 юни, по случай празника на Свети Йоан, тя е осветена. Камбанарията е завършена през декември 1647 г., през 1739 г. часовникът от кулата на замъка е транспортиран и монтиран там, а надписът 1740, който все още се вижда върху камъните на основата, би могъл да е този, свързан с края на работите. Църквата, посветена на Свети Йоан Кръстител, има на главния си олтар картина от 1665 г. с Кръщението на Исус. В нея има и картини и маслени картини, изобразяващи светците и Дванадесетте апостоли. Църквата също е използвана като енорийска църква през 1855-1860 г. по време на реконструкцията на свода на старата енорийска църква.

#### Светилище на Пресвета Богородица на даровете и на Кармел
Светилището (Santuario della Madonna delle Grazie e del Carmelo), бивша „Мадона на глухонемите“, за местните „Мадонина“ (la Madonnina), е на север от града, на мястото, където Дева Мария се явила на глухоням от сем. Реджина на 1 юни 1630 г., давайки му корона с молитвена броеница и обявявайки края на чумната епидемия, опустошаваща района. Строежът започва незабавно и сградата е отворена за богослужения още през 1632 г. По архивни документи мястото възниква като скит с няколко помещения за настаняване на поклонници. 
Във френския поземлен регистър от 1805 г. двата странични кораба все още са регистрирани като жилища. Малкият параклис е пазен от постоянното присъствие на отшелник. Галерията на оброчните дарове е забележителна с около 800 изложени картини. Над главния олтар има древна олтарна картина от 1634 г. 
Заслужава да се отбележи скъпоценният тръбен орган от 1844 г., дело на органостроителя Луиджи Аловизио, изцяло реставриран през 90-те години на XX век. Превърнал се в място за поклонение с течение на времето, вътре може да се види галерията, която пази около 700 оброчни дарове. Най-старото произведение е от 1834 г. Строежът на камбанарията датира от 1845 г. Голямата статуя, представяща сцената на Богоявление, е от 1894 г.; тя се носи на литийно шествие по улиците на града по повод религиозния празник Успение Богородично.

#### Бивш манастир на Босите кармелитки
Това е днешното основно училище „Ане Франк“. Намира се до Светилището на Пресвета Богородица на даровете. Строежът на манастира започва през 1951 г. и той става действащ през 1953 г. Остава религиозна сграда до 1973 г.

#### Църква на Опечалената ̈
Църквата (Chiesa dell'Addolorata) се намира в подселище Тедески и е построена по желание на местните жители, които искат независимо място за богослужение върху земя, дарена от общинската администрация. Откриването ѝ е на 27 март 1960 г.

### Градска архитектура

#### Адмиралска кула
Кулата (Torre dell'Ammiraglio) е най-внушителната и характерна сграда в града. От древния замък и укрепен град, най-старата група от сгради в общината, частично разрушена, остава тази висока квадратна кула, датираща от XIII век и тя е превъзходно свидетелство за владението на Прована. Нарича се Адмиралска, въпреки че със сигурност е съществувала преди раждането на адмирал Андреа Прована. Тя се издига на главния площад и е най-забележителната останка от древния замък от XIV век. Висока е 33 метра, квадратна в план, тухлена, масивна и увенчана с бойници. Останалата част от античния комплекс е заета от общинските офиси.

#### Киосо
Киосо (Il Chiosso) е архитектурният комплекс „Киосо“ се състои от набор от сгради с различни характери и епохи, структурирани така, че да представляват затворен двор, функционален за земеделската дестинация, която го характеризира през дългата част от неговата история. Намира се в район между главния пресечен път на концентричната зона и провинциалния път, който води от Торино до района Канавезе. Сегашната консистенция на сградата е резултат от последващи промени в предназначението. Съществуващият преди това производствен комплекс, закупен през последните години на XVII век от Карло Амедео Прована ди Друан, е превърнат в величествен дом. Впоследствие сградата претърпява други промени на собствеността, първата от които в полза на графовете Прована на Фросаско и Алпиняно.

#### Вила „Виоланте“
Вилата (Villa VIolante) е сградата, характеризираща се с архитектурни и художествени особености от края на XVIII век, се намира близо до периметъра на историческия център, в източния сектор на общинската територия между улиците „Карло Алберто“ и „Волпиано“. Генерал Гулиелмо Виоланте (1864 – 1941), полковник от Алпийските войски, е избиран години наред да управлява община Лейни като кмет. Следвайки разпоредбите, дадени в завещанието на генерал Виоланте, вилата е прехвърлена на община Лейни, за да се използва за социални, културни и учебни дейности.

#### Бивш Капироне
Раждането на тази институция датира от 1719 г., когато Конгрегацията на милосърдието е основана от отеца йезуит Карло Франческо ди Сан Джорджо. В допълнение към подпомагането на бедните с разпределението на храната през 1721 г. е основан първият приют с четири легла за използване на най-нуждаещите се болни. През 1721 г. е открит първият почивен дом, който се намира на мястото, където сега се намира болничната аптека. На това място приютът съществува до 1861 г. 
През 1839 г. дон Пиеро Капироне дарява къща и земя на Конгрегацията на милосърдието. За благодарност домът за възрастни хора е кръстен на свещеника. През 1861 г. домът за възрастни хора се премества в специално построените помещения на улица „Карло Алберто“, впоследствие заети от Италианския Червен кръст. 
През 1970 г. амбулаторията на Капироне е преместена в сегашните си помещения, построени благодарение на дарението на земя, направено на Агенцията за общинско подпомагане и управлявано от Домашната администрация. През 1982 г. Моралната служба „Капироне“ прекратява съществуването си и управлението преминава към общинската администрация на Лейни до януари 2001 г.

#### Бивш Сингер
Сингер е мултинационална компания, основана в Ню Джърси (САЩ) през 1851 г. и е известна с производството на шевни машини за домашни и промишлени цели. През 1967 г. тя поема Домоват – компания от Лейни, основана през 1962 г., която е в криза от няколко години, като по този начин открива клон, посветен на производството на хладилници и фризери. След тази покупка служителите на компанията се увеличават експоненциално, както и населението, което става от 3629 на 7793 жители. Това увеличение на населението трансформира Лейни от земеделско село в индустриален град. Всъщност населението се удвоява в продължение на десет години, между 1961 (4070 души) и 1971 (7793 души). 
Сингер от Лейни оказва влияние не само върху града, но и върху околните райони, от които идват значителна част от работниците. През 1970 г. кризата на свръхпроизводството засяга компанията: това води до уволнението на голям брой работници, които започват да организират серия от политически и културни демонстрации, за да избегнат затварянето на завода. Серия от много важни хора от света на развлеченията дават своята подкрепа: театралната компанията Ливинг Тиатър, Инти Илимани, Дарио Фо, Франка Раме, Милва, Франческо Гучини и Фабрицио де Андре. Друго действие, което работниците предприемат, за да се опитат да избегнат фалита на фабриката, е да създадат безплатна радиостанция, която излъчва събитията, случили се във фабриката, наречена Радио „Сингер“, от камбанарията на градската църква. От този момент стратегиите и методите за избягване на затварянето на фабрики стават отправна точка за компаниите в криза. В началото на 1976 г. компанията е закупена от GEPI – публична финансова компания.

#### Паметник на Алпийските войски
През 1972 г. Общината, в памет на Стогодишнината на Алпийските войски от Лейни, издига статуя в тяхна чест близо до началното училище „Ана Франк“, изобразяваща алпийски войник на връх.

#### Паметник на падналите
До около 1940 г. военният мемориал (Monumento ai Caduti) е украсен с красива статуя, наречена „Мирът на Виктория“. Скулптурата е изработена от бронз и включва женска фигура в естествен ръст, поднасяща към небето гладиус и шлем, символи на бойците от Първата световна война. 
Паметникът е открит на 10 юни 1923 г. с намесата на генерал Гадзера, който дава кръста за заслуги и медала, изсечен с вражески бронз, на семействата на героите, загинали във войната. Поради икономическите санкции, решени от Обществото на нациите срещу Италия, през 1939 г. държавен декрет изисква общините и гражданите да предават метали, полезни за военната индустрия, включително мед и бронз. Така и статуята на военния мемориал е реквизирана и, както се смята, претопена, за да се създаде въоръжение. Вместо това камбаните на църквите в Лейни са пощадени, при щастливи обстоятелства, въпреки заповедта за изземване от 1 октомври 1942 г., подписана от бригаден генерал Марио Гросо от Подсекретариата за военно производство - служба, отделена от органа за разпределение на скрап.

## Култура
- Общинска библиотека „Емилио Салгари“ː намира се в същия комплекс, в който се намират Историческият архив, детската градина и градският Университет за третата възраст (Unitre)[17]
- Мултимедиен център – към Общинската библиотека
- Културен център за младежи – към Общинската библиотека
- Музей на акордеона „Джовани и Джузепе Верде“ː Създаден през 1993 г. по повод Стогодишнината от основаването на компанията „Джовани Верде“ (международен производител на акордеони от 1883 г.) благодарение на предметите, дарени от едноименната компания на община Лейни. През 2003 г. е преместен в южното крило на Вила „Виоланте“. Колекцията показва няколко произведения, които се стремят да реконструират историята и еволюцията на акордеона. Вътре в него са изложени около сто акордеона, различни компоненти и машини, използвани за направата на инструментите. Заслужава да се спомене и богатата музикална библиотека, която съдържа над 50 000 партитури за акордеон от цял свят, повечето от които непубликувани или трудни за намиране. Следователно библиотеката е наследство от печатни ноти и историко-музикални документи.[18]

## Образование
- Две държавни и една частна детска градина
- Три държавни начални училища (от 1-ви до 5-и клас вкл.)
- Едно държавно средно училище от първа степен (от 6-и до 8-и клас вкл.)
- Държавното училище от втора степен (от 9-и до 11-и или 12 клас вкл.) е в Казеле Торинезе

## Транспорт
Градският и междуградският транспорт на Лейни се извършва с редовни автобусни линии, управлявани от GTT.

## Спорт
Футболният клуб US Лейни 1907 е базиран в общината, основан през 1907 г. и след това преучереден през 2014 г. след фалит като АСД Калчо Лейни. Играл е в регионални първенства за аматьори. В допълнение към него до юни 2020 г. действа Ривър Лейни Калчо – отбор, сформиран със съюза между Реал Лейни и Ривър Мосо (аматьорски клуб от Торино).
Градът е известен и с това, че приема играчи от Ювентус или от други италиански футболни отбори, както в случая с Интер в някои шампионатни мачове като гост.
Любопитното е, че всяка година феновете на Торино празнуват края на шампионата в парка „Гранде Торино“ с групово барбекю между май и юни. Този вид парти е известно и с участието на видни фигури от историята на ФК Торино, включително бивши футболисти.

### Спортни центрове и съоръжения
В допълнение към футбола има и съоръжения, разпръснати из общинския район, предназначени за други спортове, включително баскетбол, волейбол, плуване, падел и бойни спортове, като бокс, кикбокс, карате и джудо.
- Спортен център „Великият Торино“ː с обща площ от 25 000 кв. м: Игрища за минифутбол, тенис кортове, пръстен за кънки, баскетболни игрища, волейболни игрища
- Спортен център „П. Фрасати“
- Спортна палата „Дж. Фалконе“
- Фитнес „Ане Франк“
- Фитнес „К. Казаленго“
- Спортна цитадела – басейн